# Klaas-Jan Huntelaar
Dirk Jan Klaas Huntelaar (*12. srpna 1983 Drempt, Nizozemsko) je bývalý nizozemský profesionální fotbalista, který hrával na pozici útočníka. Svoji hráčskou kariéru ukončil v roce 2021, a to v dresu německého klubu Schalke 04. Mezi lety 2006 a 2015 odehrál také 76 zápasů v dresu nizozemské reprezentace, ve kterých vstřelil 42 branek.
Ve své profesionální kariéře vstřelil více než 400 gólů.
Trenér Louis van Gaal Huntelaara nazval nejlepším hráčem do pokutového území na světě.
Dvakrát se zúčastnil Mistrovství Evropy (2008, 2012) a dvakrát Mistrovství světa (2010, 2014). Právě na Mistrovství světa pomohl Nizozemsku získat dvě medaile, stříbrnou v roce 2010 a bronzovou o čtyři roky později.

## Klubová kariéra

### AFC Ajax
V roce 2006 přestoupil z Heerenveenu do Ajaxu za devět milionů liber. A připojil se tak k dalším vycházejícím hvězdám fotbalu Sneijderovi nebo Heitingovi, kterým se také předpovídala velká fotbalová budoucnost.
Výborné období zažil, když nastoupil v sezóně 2005/06 do semifinále nizozemského fotbalového poháru proti Rodě Kerkrade a vstřelil rozhodující gól k postupu. Ve finále proti PSV jeho dva góly pomohly k celkovému vítězství 2:1, zařídil tak zisk v pořadí šestnácté trofeje v této soutěži pro Ajax. V sezóně 2005/06 nastřílel v holandské Eredivisii 33 gólů a stal se tak nejlepším střelcem nizozemské nejvyšší soutěže. Stejný úspěch se stejným počtem gólů si zopakoval v sezóně 2007/08.
Huntelaar se stal také prvním hráčem, který skóroval na nově postaveném stadionu Arsenalu Emirates Stadionu. Gól vstřelil v rozlučkovém zápase Dennise Bergkampa 22. července 2006.
Novou sezónu 2006/07 začal fantasticky. 23. prosince 2006 získal ocenění pro nejlepšího nizozemského hráče za rok 2006. Huntelaar byl zařazen i mezi nejlepších jedenáctku hráčů za rok 2006 působících v nizozemské lize. Anketu každoročně pořádá nizozemský časopis Voetbal International.

### Real Madrid
V prosinci 2008 se Ajax dohodl na přestupu Huntelaara do Realu Madrid za částku 20 milionů eur, dalších 7 bonusových milionů eur mělo být posláno do Amsterdamu na základě útočníkových výkonů.
V Madridu na Huntelaara čekala konkurence v podobě útočníků Raúla a Gonzala Higuaína.
Jeho debutem se stal ligový zápas proti Villarrealu odehraný 4. ledna 2009, ve kterém o výhře 1:0 a třech bodech pro Real rozhodl nizozemský křídelník Arjen Robben.

### FC Schalke 04
S 5 vstřelenými brankami ze tří zápasů se stal druhým nejlepším střelcem DFB-Pokalu ročníku 2011/12 (za vítězným Robertem Lewandowským z Borussie Dortmund). Ve stejném ročníku se stal s 29 góly nejlepším střelcem německé Bundesligy.

### Ajax (návrat)
Po sezóně 2016/17 se vrátil do Nizozemska a jako volný hráč se upsal Ajaxu. Podepsal jednoroční kontrakt.

## Reprezentační kariéra

### Mládežnické reprezentace
Huntelaar nebyl vybrán do užší nominace trenéra nizozemské reprezentace Marca van Bastena pro Mistrovství světa 2006, ačkoli jeho výsledky byly vynikající. Van Basten to opodstatnil tím, že Huntelaar nebyl zkušeným hráčem, a že by se lépe uplatnil na blížícím se Mistrovství Evropy hráčů do 21 let 2006 v Portugalsku. Tam také Klaas Jan dokázal pomoci nizozemskému juniorskému týmu ke zlatým medailím. Trefil se v základní skupině proti Dánsku (remíza 1:1), v semifinále dal gól Francii, čímž přispěl k vítězství 3:2 po prodloužení. Ve finále vstřelil dva góly Ukrajině, Nizozemsko zvítězilo 3:0 a získalo svůj první titul v této věkové kategorii. Huntelaar byl se čtyřmi góly nejlepším nizozemským střelcem na turnaji a zároveň nejlepším kanonýrem celého šampionátu.

### A-mužstvo
Svůj reprezentační debut v nizozemském A-mužstvu absolvoval 16. srpna 2006 proti domácímu Irsku, kde vstřelil dva góly a Nizozemsko vyhrálo 4:0.

#### EURO 2012
Mistrovství Evropy 2012 v Polsku a na Ukrajině se Nizozemsku vůbec nezdařilo. Ačkoli bylo po suvérénní kvalifikaci považováno za jednoho z největších favoritů, prohrálo v základní skupině B všechny tři zápasy (v tzv. „skupině smrti“ postupně 0:1 s Dánskem, 1:2 s Německem a 1:2 s Portugalskem) a skončilo na posledním místě. Huntelaar odehrál všechny tři zápasy, proti Dánsku a Německu nastoupil jako střídající hráč do druhého poločasu, střetnutí s Portugalskem odehrál celé.

#### Mistrovství světa 2014
Trenér Louis van Gaal jej vzal na Mistrovství světa 2014 v Brazílii. V základní skupině B, z níž vyšli Nizozemci z prvního místa s plným počtem bodů, nehrál. Nastoupil až v osmifinále proti Mexiku, střídal na hřišti Robina van Persie. V zápase proměnil důležitý pokutový kop v nastaveném čase, který znamenal konečné vítězství 2:1. Nizozemci se dostali do boje o třetí místo proti Brazílii, vyhráli 3:0 a získali bronzové medaile. Na turnaji plnil většinou roli náhradníka.

## Rodina
Dne 9. dubna 2009 se stal Klaas poprvé otcem. Jeho manželka Maddy mu porodila syna, který se jmenuje Seb. 20. července 2011 se mu narodil druhý syn Alex.[zdroj?]

## Přestupy
- z PSV Eindhoven do SC Heerenveen za 900 000 Euro
- z SC Heerenveen do AFC Ajax za 9 000 000 Euro
- z AFC Ajax do Real Madrid za 27 000 000 Euro
- z Real Madrid do AC Milán za 15 000 000 Euro
- z AC Milán do FC Schalke 04 za 14 000 000 Euro
- z FC Schalke 04 do AFC Ajax zadarmo

## Statistiky
| Sezóna  | Klub            | Liga                     | Liga   | Liga | Ligové poháry | Ligové poháry | Ligové poháry | Kontinentální poháry | Kontinentální poháry | Kontinentální poháry | Celkem | Celkem |
| Sezóna  | Klub            | Soutěž                   | Zápasy | Góly | Soutěž        | Zápasy        | Góly          | Soutěž               | Zápasy               | Góly                 | Zápasy | Góly   |
| ------- | --------------- | ------------------------ | ------ | ---- | ------------- | ------------- | ------------- | -------------------- | -------------------- | -------------------- | ------ | ------ |
| 2002/03 | PSV Eindhoven   | Eredivisie               | 1      | 0    | -             | 0             | 0             | -                    | 0                    | 0                    | 0      | 0      |
| 2003    | De Graafschap   | Eredivisie               | 9      | 0    | NP            | 1             | 0             | -                    | 0                    | 0                    | 10     | 0      |
| 2003/04 | AGOVV Apeldoorn | Eerste Divisie (2. liga) | 35     | 26   | NP            | 2             | 1             | -                    | 0                    | 0                    | 37     | 27     |
| 2004/05 | SC Heerenveen   | Eredivisie               | 31     | 16   | NP            | 1             | 0             | UEFA                 | 7                    | 3                    | 39     | 19     |
| 2005/06 | SC Heerenveen   | Eredivisie               | 15     | 17   | NP            | 1             | 1             | UEFA                 | 6                    | 2                    | 22     | 20     |
| 2006    | AFC Ajax        | Eredivisie               | 20     | 18   | NP            | 3             | 5             | LM                   | 2                    | 1                    | 25     | 24     |
| 2006/07 | AFC Ajax        | Eredivisie               | 36     | 23   | NP+NS         | 6+0           | 4             | LM+UEFA              | 2*+7                 | 2*+7                 | 51     | 36     |
| 2007/08 | AFC Ajax        | Eredivisie               | 38     | 33   | NP+NS         | 2+1           | 1+0           | LM+UEFA              | 2*+2                 | 0*+2                 | 45     | 36     |
| 2008/09 | AFC Ajax        | Eredivisie               | 10     | 6    | NP            | 1             | 1             | UEFA                 | 4                    | 2                    | 15     | 9      |
| 2009    | Real Madrid     | Primera División         | 20     | 8    | -             | 0             | 0             | -                    | 0                    | 0                    | 20     | 8      |
| 2009/10 | AC Milán        | Serie A                  | 25     | 7    | IP            | 5             | 0             | LM                   | 3                    | 0                    | 30     | 7      |
| 2010/11 | FC Schalke 04   | Bundesliga               | 24     | 8    | NP            | 3             | 2             | LM                   | 8                    | 3                    | 35     | 13     |
| 2011/12 | FC Schalke 04   | Bundesliga               | 32     | 29   | NP+NS         | 3+1           | 5             | EL                   | 12*                  | 14*                  | 48     | 48     |
| 2012/13 | FC Schalke 04   | Bundesliga               | 26     | 10   | NP            | 2             | 2             | LM                   | 7                    | 4                    | 35     | 16     |
| 2013/14 | FC Schalke 04   | Bundesliga               | 18     | 12   | NP            | 1             | 1             | LM                   | 2*                   | 1*                   | 21     | 14     |
| 2014/15 | FC Schalke 04   | Bundesliga               | 28     | 9    | NP            | 1             | 0             | LM                   | 8                    | 5                    | 37     | 14     |
| 2015/16 | FC Schalke 04   | Bundesliga               | 31     | 12   | NP            | 2             | 1             | EL                   | 7                    | 3                    | 40     | 16     |
| 2016/17 | FC Schalke 04   | Bundesliga               | 16     | 2    | NP            | 3             | 2             | EL                   | 5                    | 1                    | 24     | 5      |
| 2017/18 | AFC Ajax        | Eredivisie               | 28     | 13   | NP            | 1             | 0             | LM+EL                | 1*+2*                | 0                    | 32     | 13     |
| 2018/19 | AFC Ajax        | Eredivisie               | 28     | 16   | NP            | 4             | 3             | LM                   | 11*                  | 4*                   | 43     | 23     |
| 2019/20 | AFC Ajax        | Eredivisie               | 18     | 9    | NP+NS         | 4+0           | 0             | LM+EL                | 8*+2                 | 1*+0                 | 32     | 10     |
| 2020/21 | AFC Ajax        | Eredivisie               | 11     | 7    | NP            | 0             | 0             | LM+EL                | 3+0                  | 0+0                  | 14     | 7      |
| 2020/21 | FC Schalke 04   | Bundesliga               | ?      | ?    | NP            | ?             | ?             | -                    | 0                    | 0                    | ?      | ?      |
| Celkově | Celkově         | Celkově                  | 500    | 281  | -             | 45            | 29            | -                    | 108                  | 55                   | 653    | 365    |

Poznámky
- i s předkolem.

## Úspěchy

### Klubové
- 1× vítěz nizozemské ligy (2018/19)
- 3× vítěz nizozemského poháru (2005/06, 2006/07, 2018/19)
- 1× vítěz německého poháru (2010/11)
- 3× vítěz nizozemského superpoháru (2006, 2007, 2019)
- 1× vítěz německého superpoháru (2011)[23]

### Reprezentační
- 2× na MS (2010 - stříbro, 2014 - bronz)
- 2× na ME (2008, 2012)
- 1× na MS do 20 let (2001)
- 1× na ME do 21 let (2006 - zlato)

### Individuální
- 2× nejlepší střelec Eredivisie (2005/06 – 33 gólů, 2007/08 – 33 gólů)[24][25]
- 1× nejlepší střelec německé Bundesligy (2011/12 – 29 gólů)
- 1× nejlepší střelec 2. nizozemské ligy (2003/04)
- 1× nejlepší střelec ME U21 let (2006 – 4 góly)
- Cena Johana Cruijffa (Johan Cruijff Prijs 2006)[26]